# Alexander Hleb
Aljaksandr Paŭlavitj Hleb, ibland Alexander Hleb eller Alexander Gleb (vitryska: Алякса́ндр Па́ўлавіч Глеб, ryska: Александр Павлович Глеб), född 1 maj 1981 i Minsk i dåvarande Sovjetunionen, numera Vitryssland, är en vitrysk fotbollsspelare (mittfältare) som spelar för FK Isloč i vitryska Vyssjaja Liga.

## Barndom
Hleb växte upp i hemstaden Minsk. Hans mor var byggnadsarbetare – något som var vanligt för sovjetiska kvinnor – medan hans far körde tankfartyg. Hans far "frivilliganmälde" sig till att hjälpa till att riva ner obeboeliga hus i Ukraina efter Tjernobylolyckan. Hleb själv tror att radioaktiviteten ledde till hans fars dåliga hälsa.
Innan Hleb började spela fotboll var han en duktig simmare och gymnast. När han var sex år gammal sade hans far, som var ett stort fotbollsfan, åt honom att han bara skulle ägna sig åt fotboll. Detta förargade Hleb som tyckte om andra sporter väldigt mycket, men han vande sig efter ett tag. Hleb ägde inte några egna fotbollsskor förrän han blev tolv år gammal, p.g.a. fattigdomen som rådde i dåvarande Sovjetunionen, och han tränade under sina första tio fotbollsår på asfaltsplaner.

## Klubbkarriär

### BATE Borisov
17 år gammal skrev Hleb på för BATE Borisov i vitryska Premier League, en klubb något norr om Minsk. Den nästföljande säsongen, 1999, vann de ligan. Han spelade 40 matcher och gjorde 10 mål för BATE.

### Stuttgart
Efter att ha upptäckts av talangscouter köptes Alexander och hans två år yngre bror Vyacheslav Hleb av tyska Bundesliga-klubben VfB Stuttgart för 150 000 euro. Säsongen 2002/2003 slutade Stuttgart på andra plats i ligan och vann mot bl.a. Manchester United i Champions League. Efter att tränaren Felix Magath lämnade Stuttgart för att Bayern München gick det dock inte lika bra för laget under den nye tränaren Matthias Sammer, men trots detta slutade Hleb på topp i assistligan i Bundesliga.

### Arsenal

#### 2005/2006

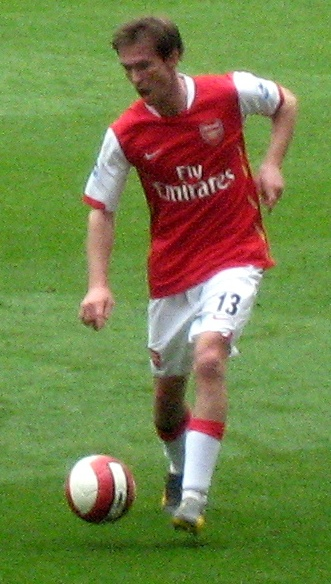
Hleb under en match för Arsenal.

27 juni 2005 skrev Hleb på ett fyraårskontrakt värt uppemot 15 000 000 euro för engelska toppklubben Arsenal. Tränaren Arsène Wenger har använt Hleb på en rad olika mittfältspositioner, men han har huvudsakligen spelat som högerytter för Arsenal. Han gjorde sitt första mål för laget i sin debutmatch mot Barnet på bortaplan, i en vänskapsmatch, bara två minuter efter att ha blivit inbytt i halvtid.
21 augusti 2005 spelade Hleb sin första tävlingsmatch för Arsenal, mot Chelsea. Strax därefter skadade han knät i en landskamp mot Skottland och det diskuterades om en återvändo till Tyskland. Han återvände till Arsenals A-lag spelade 60 minuter av deras sista gruppstegsmatch Champions League mot Ajax 7 december. I januari 2006 hade Hleb etablerat sig i startelvan och gjorde sitt första officiella mål för Arsenal i deras 7–0-vinst över Middlesbrough.
Hleb avslutade säsongen 2005/2006 med 40 spelade matcher och tre gjorda mål. Arsenal slutade på fjärde plats i ligan.

#### 2006/2007
Säsongen 2006/2007 började bra för Hleb, då han gjorde två assist i den första matchen för säsongen mot NK Dinamo Zagreb i kvalet till Champions League 2006/2007. Matchen slutade 3–0. Hleb hade vid det här laget etablerat sig i truppen och respekterades högt av Arsène Wenger och supportrarna.
Hleb gjorde sitt fjärde mål för Arsenal på nya Emirates Stadium i 2–0-vinsten över Porto 26 september under gruppspelet i Champions League. Efter att Thierry Henry passade bollen till Hleb slog han in den i det bortre krysset. En månad senare gjorde han återigen mål, den här gången mot Reading FC. Det var även hans första bortamål.
I december 2006 skadade Hleb baksidan av ena låret och uteblev från spel i några matcher. Han gjorde dock en snabb comeback och tre veckor senare var han återigen med i truppen. Han spelade sammanlagt i 48 matcher, varav 40 från start och gjorde tre mål. För andra året i rad slutade Arsenal på fjärde plats i ligan.

#### 2007/2008
Till säsongen 2007/2008 flyttades Hleb till högra vingen av mittfältet och ersattes i mitten av Robin van Persie. Han såg enligt många mer säker ut på den nya positionen och utgjorde ett större hot mot motståndarna. 12 augusti 2007, den första Premier League-matchen för säsongen gjorde Hleb ett viktigt mål i Arsenals 2–1-vinst mot Fulham. Han gjorde ännu ett mål i matchen därefter, i den första matchen av två i tredje kvalrundan till Champions League mot Sparta Prag. Matchen slutade 2–0 till Arsenal. Båda Hlebs mål gjordes i 90:e minuten av respektive match.
23 oktober spelade Hleb en stor roll i Champions League-mötet mot Slavia Prag som man vann med 7–0; Hleb var delaktig i fem av de sex mål som gjordes när han var på planen, innan han ersattes av Tomáš Rosický i 63:e minuten, och gjorde två av målen själv. Han utsågs till matchens lirare och fick betyget 9,5 av supportrarna i en omröstning som hölls av Sky Sports.

### Barcelona

#### 2008/2009
16 juli 2008 skrev Hleb på ett kontrakt för Barcelona värt 140 miljoner kronor, efter en dragkamp mellan Inter, Real Madrid och Bayern München. Hlebs veckolön dubblades i och med flytten till 800 000 kr per vecka och övergången kan komma att ge Arsenal ytterligare 20 miljoner beroende på hur bra han presterar. Kontraktet säger även att Barcelona måste låta Hleb gå till en annan klubb om klubben lägger ett bud på honom värt minst 90 miljoner euro.

## Landslagskarriär
Hleb spelade över 30 matcher för Vitrysslands U21-landslag. Han gjorde sin seniordebut för landslaget som avbytare i en 0–1-förlust mot Wales 2001. Han gjorde sitt första landslagsmål i en 5–2-vinst mot Ungern i april året därpå.
I november 2006 kritiserade Vitrysslands lagkapten Surgei Gurenko Hleb för att inte kämpa hårt i landskamper. Hleb nekade till anklagelserna.
I augusti 2007 utsåg den nye landslagstränaren Bernd Stange Hleb till lagkapten för Vitryssland, trots kritik från bl.a. den förre landslagskaptenen Surgei Gurenko. 22 augusti samma år gjorde Hleb sin första landskamp som kapten i en 2–1-vinst mot Israel.

## Privatliv
- 2003 var Hleb inblandad i en bilkrasch i Minsk, där en passagerare i bilen senare avled av skadorna.[13]

- Hleb är förlovad med Anastasia Kosenkova från den vitryska popgruppen "Topless". Deras bröllop ska äga rum under sommaren 2008.[14]

## Meriter
Med BATE Borisov
- Vitryska Premier League: 1998/1999, 2011/2012

Med Stuttgart
- Intertotocupen: 2002
- Bundesliga: Andraplats 2002/2003

Med Arsenal
- Champions League: Andraplats 2006
- Engelska ligacupen: Andraplats 2007

Med Barcelona
- Champions League: Guld 2009
- La Liga: Guld 2009
- Copa del Rey: Guld 2009

Med Birmingham City
- Engelska Ligacupen: 2011

Individuella
- Vitrysslands bästa fotbollsspelare: 2002, 2003, 2005, 2006, 2007, 2008
- Första vitryska spelaren att delta i en Champions League-final (2006).

## Fotnoter
1. ↑  Förvirringen uppstår i användandet av den kyrilliska bokstaven Г, i hans vitryska namn Глеб, som på ryska uttalas som "G". På vitryska uttalas det dock som ett mellanting mellan H och G, men närmare det förstnämnda och inte "Kleb" som brittiska kommentatorer ofta felaktigt uttalar det.
2. 1 2 3  ”Concrete pitches put Hleb in the mix”. Daily Mail. 24 augusti 2007. http://www.dailymail.co.uk/pages/live/articles/sport/football.html?in_article_id=477477&in_page_id=1779. Läst 6 februari 2008.
3. ↑  ”Alexander Hleb”. ESPN. Arkiverad från originalet den 26 juni 2006. https://web.archive.org/web/20060626174241/http://soccernet.espn.go.com/players/profile?id=20962&. Läst 6 februari 2008.
4. ↑  ”Alexander Hleb”. MasterCard. Arkiverad från originalet den 4 januari 2013. https://archive.is/20130104021355/http://www.mastercard.com/football/ucl/players/player_detail41331.html. Läst 6 februari 2008.
5. ↑  ”International Midfielder Agrees To Join Arsenal”. Plus Markets Group. 27 juni 2005. Arkiverad från originalet den 27 september 2007. https://web.archive.org/web/20070927015049/http://www.plusmarketsgroup.com/story.shtml?ISIN=GB0030895238&NewsID=21322. Läst 6 februari 2008.
6. ↑  ”Barnet 1-4 Arsenal”. BBC Sports. 16 juli 2005. http://news.bbc.co.uk/sport2/hi/football/4689605.stm. Läst 6 februari 2008.
7. ↑  ”Chelsea 1-0 Arsenal”. BBC Sports. 21 augusti 2005. http://news.bbc.co.uk/sport2/hi/football/eng_prem/4148530.stm. Läst 6 februari 2008.
8. ↑  ”Hleb's knee injury rocks Arsenal”. BBC Sports. 14 oktober 2005. http://news.bbc.co.uk/sport2/hi/football/teams/a/arsenal/4342530.stm. Läst 6 februari 2008.
9. ↑  ”Hamburg confirm Hleb meeting”. Sky Sports. http://www.skysports.com/story/0,19528,11670_2366372,00.html. Läst 6 februari 2008.
10. ↑  ”Arsenal 7-0 Middlesbrough”. BBC Sports. 14 januari 2006. http://news.bbc.co.uk/sport2/hi/football/eng_prem/4590256.stm. Läst 6 februari 2008.
11. 1 2  Läkarundersökningen klar – Hleb har skrivit på
12. ↑  http://www.data.minsk.by/belarusnews/112006/12.html
13. ↑  ”Hleb death smash hell”. The Sun Online. 29 juni 2005. http://www.thesun.co.uk/sol/homepage/sport/football/article220329.ece. Läst 8 februari 2008.
14. ↑  ”Hleb's girl is a Topless stunner”. The Sun Online. 21 december 2007. http://www.thesun.co.uk/sol/homepage/showbiz/bizarre/article607523.ece. Läst 8 februari 2008.